# DRACO
DRACO (acronimo in lingua inglese per "Double-stranded RNA Activated Caspase Oligomerizer) è un gruppo di farmaci antivirali sperimentali sviluppati dal Massachusetts Institute of Technology. Tale sistema risulterebbe indurre una apoptosi rapida e selettiva nelle cellule di mammifero infettate da determinati virus, risparmiando le cellule sane; tra i virus verso cui DRACO sembra aver mostrato efficacia sono riportati Marburg, Ebola, Dengue, i mammarenavirus Amapari e Tacaribe, il bunyavirus Guama, il Rhinovirus e il virus dell'influenza H1N1.

## Meccanismo d'azione
Il sistema DRACO risulterebbe selettivo per le cellule infettate da virus e la differenziazione tra queste e le cellule sane sarebbe primariamente dovuta alla lunghezza e alla tipologia delle eliche di trascrizione dell'RNA. Molti virus producono lunghe eliche di RNA a doppio filamento (dsRNA) durante le attività di trascrizione e replicazione; le cellule sane di mammifero, invece, elaborano durante la trascrizione eliche più piccole di 24 paia di basi. La morte cellulare viene mediata da uno degli ultimi passaggi della via apoptotica, quando le molecole che mediano la trasduzione del segnale apoptotico legano simultaneamente varie procaspasi, che, successivamente a clivaggio, si attivano e iniziano a danneggiare proteine della cellula causandone la morte.